# Chasseur (hôtellerie)
Ne doit pas être confondu avec Groom.
Le chasseur d'un hôtel est la personne chargée d'effectuer les courses à l'extérieur demandées par les clients.

## Formation
Aucun diplôme n'est nécessaire. Néanmoins, une évolution vers les métiers de la réception rend le diplôme comme un avantage.